# Pedro Alexándrovich de Oldemburgo
Pedro Aleksándrovich de Oldemburgo (San Petersburgo, 21 de noviembre de 1868-Biarritz, 11 de marzo de 1924) fue el primer marido de la gran duquesa rusa Olga Aleksándrovna Románova, la hermana más joven del zar Nicolás II de Rusia.

## Biografía

### Primeros años
Nació en San Petersburgo, único hijo del duque Alejandro Petróvich de Oldemburgo (1844-1932) y de la princesa Eugenia Maximiliánovna de Leuchtenberg (1845-1925). Su madre era nieta del zar Nicolás I de Rusia a través de la hija de Nicolás, María Nikoláyevna, y su padre era un bisnieto del zar Pablo I de Rusia a través de su abuela paterna, Catalina Pávlovna Románova. Se lo conocía por el nombre de "Petya".

### Matrimonio
En 1900, comenzó a escoltar a los 18 años de edad, a la gran duquesa Olga Aleksándrovna Románova, la hija menor del zar Alejandro III de Rusia, al teatro y la ópera. Su propuesta de matrimonio al año siguiente fue una sorpresa para Olga, quien luego explicó: "Yo estaba tan sorprendida, que todo lo que pude decir fue: "gracias". Se supone que Pedro fue empujado a proponer matrimonio por su ambiciosa madre. Quizás Olga aceptó su propuesta para lograr la independencia de su madre, o evitar el matrimonio en una corte extranjera. El matrimonio fue anunciado en mayo de 1901, y fue inesperado para muchos, porque Pedro no había mostrado ningún interés previo en las mujeres. La emperatriz viuda María Fiódorovna Románova escribió a su hijo, el zar Nicolás II, "Estoy segura de que no vas a creer lo que ha sucedido. Olga se comprometió con "Petya" y ambos son muy felices. Tuvieron mi consentimiento, pero todo fue tan rápido e inesperado que todavía no lo puedo creer. El zar Nicolás respondió a su madre: "... No puedo creer que Olga esté realmente comprometida con “Petya”. “Probablemente ayer ambos estuvieran un tanto borrachos” .... “Nos reímos mucho al leer la nota que aún no nos recuperamos".." Un acuerdo prenupcial elaborado por un comité del zar, la familia Oldemburgo, y los ministros del gobierno, prometieron a Olga una anualidad de 100.000 rublos del zar, y un millón de rublos a ser depositados en un fondo que podría crear intereses.
El 9 de agosto de 1901, se casaron en San Petersburgo, en una gran ceremonia a la que asistieron familiares, ministros, embajadores extranjeros, y cortesanos. Su luna de miel fue en una finca cerca de Oldemburgo, Vorónezh, pero el ambiente se agrió debido a una disputa entre Pedro y su padre sobre los juegos de azar. Pedro fue un empedernido y conocido jugador. El dinero que obtenía convenciendo a su esposa a menudo se perdía en la mesa de juegos. En el otoño de 1901, viajaron a Biarritz, donde un incendio en su hotel destruyó muchos de los uniformes y medallas de Pedro, incluyendo una especial de la comisión danesa de la Orden del Elefante de Fabergé. El rey Eduardo VII del Reino Unido les prestó un yate, en el que navegaron a Sorrento. En su regreso a Rusia, se mudaron a una casa de 200 habitaciones palaciegas en la calle 46 Serguiévskaya, San Petersburgo, puesto a su disposición por el zar.
Su matrimonio permaneció no consumado, y los familiares y amigos de Pedro creían que era homosexual. Dos años después de su matrimonio, Olga conoció a un oficial de caballería de su misma edad, Nikolái Kulikovski, del que se sintió atraída. Se enfrentó a Pedro y pidió el divorcio, quien se negó con la esperanza que, podría reconsiderarlo después de siete años. Sin embargo, Pedro nombró a Kulikovski como ayudante de campo, y le permitió vivir en la misma residencia que Pedro y la gran duquesa en la calle Serguiévskaya.

### Anulación
En medio de la Primera Guerra Mundial, después de vivir por separado por dos años, el matrimonio de Pedro y Olga fue anulado el 16 de octubre de 1916. Olga se casó con Nikolái Kulikovski el mes siguiente. Después de la Revolución rusa de 1917, Pedro y su madre lograron escapar de Rusia, y se establecieron en Francia. Su segundo matrimonio fue con Olga Vladímirovna Ratkova-Rognova (1878-1929), y se llevó a cabo el 3 de mayo de 1922. No hubo hijos tampoco de este matrimonio.
Un conocido senador, A.A. Pólovtsev dijo: Pedro "parece una persona enferma". Se creía que era un hipocondríaco, tenía una delgada y delicada contextura y prefería las actividades de interior, a los deportes y actividades al aire libre. Murió en 1924, a los 55 años de edad, en el exilio en Antibes, Francia. Fue enterrado en la cripta de la Iglesia Ortodoxa rusa del arcángel San Miguel, Cannes.

## Títulos y nombramientos
- 21 de noviembre de 1868-11 de marzo de 1924: Su Alteza Imperial el duque Pedro Aleksándrovich de Oldemburgo.